# Blauw-witte zwaluw
De blauw-witte zwaluw (Pygochelidon cyanoleuca; synoniem: Notiochelidon cyanoleuca) is een zangvogel uit de familie Hirundinidae (zwaluwen).

## Verspreiding en leefgebied
Deze soort komt voor in Midden- en Zuid-Amerika en telt drie ondersoorten:
- P. c. cyanoleuca: van Costa Rica naar noordelijk en centraal Zuid-Amerika.
- P. c. peruviana: westelijk Peru.
- P. c. patagonica: zuidelijk Zuid-Amerika.

## Status
De grootte van de populatie is in 2019 geschat op 5-50 miljoen volwassen vogels. Op de Rode lijst van de IUCN heeft deze soort de status niet bedreigd.